# Association of Chess Professionals
L'Association of Chess Professionals o ACP és una associació sense ànim de lucre, de jugadors d'escacs professionals que fa, en certa manera, funcions de sindicat de jugadors. Segons l'article 2 dels seus estatuts:
L'objecte de l'associació és la protecció dels drets dels jugadors professionals d'escacs, la pràctica i el foment dels escacs arreu del món, i en particular, l'organització de torneigs d'escacs i d'altres esdeveniments escaquístics.

## Història
L'organització fou fundada a París el setembre de 2003 per Joël Lautier, Vladímir Kràmnik, Almira Skripchenko, Pàvel Tregúbov i Yannick Pelletier, a posteriori de la mala maror general que es va produir el mateix any amb la European Chess Union, després del Campionat d'Europa individual celebrat a Turquia, en què els jugadors varen ser obligats a reservar habitacions en uns hotels concrets i a uns preus anormalment elevats.
El març de 2005, el President de l'ACP era el GM francès Joël Lautier, el secretari, Bartłomiej Macieja, el tresorer, Almira Skripchenko, i també formaven part de la direcció Pàvel Tregúbov, Ígor Glek, Anna Hahn, Vladímir Kràmnik, Peter Heine Nielsen i Yannick Pelletier. Tenia al voltant de dos-cents membres, inclosos jugadors de l'elit mundial com ara Viswanathan Anand, Péter Lékó, i Judit Polgár, tot i que no en formava part en Garri Kaspàrov. Ruslan Ponomariov i Vesselín Topàlov en varen ser membres, però sortiren de l'organització el desembre de 2004 al·legant que "no estem d'acord amb les polítiques i moltes de les decisions de la direcció de l'ACP."
L'organització ha estat comparada per alguns amb la Professional Chess Association, fundada per Garri Kaspàrov i Nigel Short com a empara per jugar el seu matx pel Campionat del món d'escacs de 1993, després d'haver trencat amb la FIDE. Malgrat tot, a diferència de la PCA, que estava enfrontada amb la FIDE a causa de l'organització del Campionat del món, l'ACP va deixar clar des del principi que pretenia "treballar conjuntament amb la FIDE, així com amb qualsevol altre organisme internacional d'àmbit escaquístic". El març de 2005, nogensmenys, en Lautier va comentar que "actualment la FIDE evita qualsevol contacte amb nosaltres, no ens respon els e-mails, i no esperem massa canvis en positiu a aquesta situació".
L'ACP ha estat extremadament crítica amb la FIDE en diverses ocasions, com ara per exemple la selecció de Líbia com a seu pel Campionat del món de 2004 (posant així en qüestió les possibilitats dels jugadors d'Israel de participar) i aspectes relacionats amb els contractes amb els jugadors en aquest campionat.
A més a més d'aquestes activitats polítiques, l'ACP també ha organitzat diversos torneigs d'escacs online (oberts només per als seus membres), al servidor Playchess (de Chessbase). El 31 de juliol de 2004, en una conferència de premsa durant el torneig de Dortmund, en Lautier va anunciar els seus plans per inaugurar un ACP tour en què els vuit membres de l'ACP que haguessin tingut millors actuacions durant el curs d'un any jugarien una final (ACP Masters) per determinar el millor jugador de la temporada.
El gener de 2010, l'organització té més de 250 membres (principalment jugadors, però també àrbitres i organitzadors), i el seu president és el GM rus Pàvel Tregúbov.